# Dux Belgicae secundae

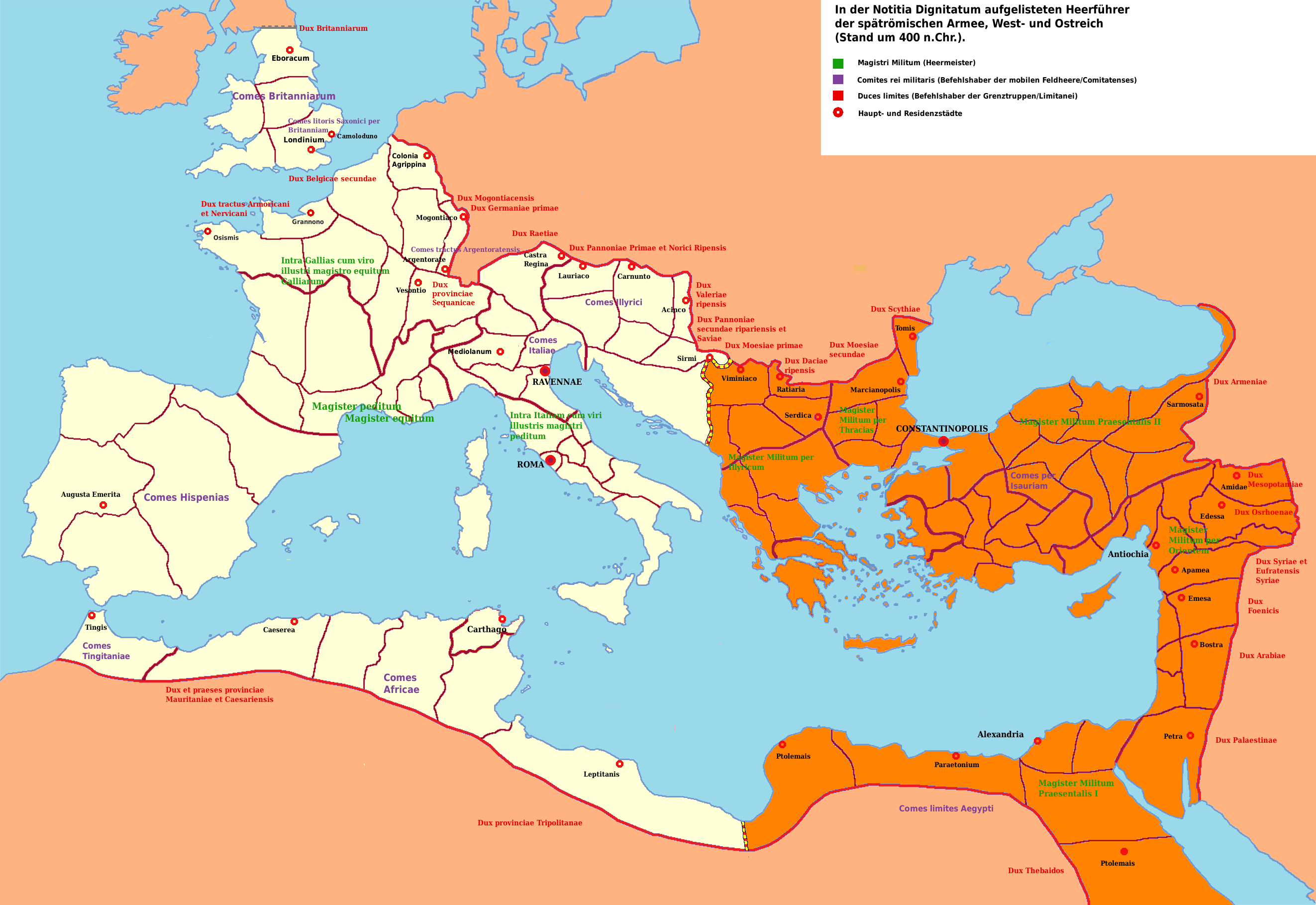
Heerführer der Comitatenses und Limitanei im 5. Jahrhundert n. Chr.

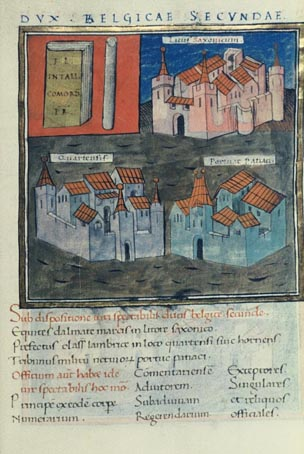
Notitia Dignitatum: Die Festungsstädte Quartensis, Portuae Patiaci und die Kastelle am Litus Saxonicum (symbolisch als ein Kastell dargestellt) unter dem Kommando des Dux Belgicae secundae

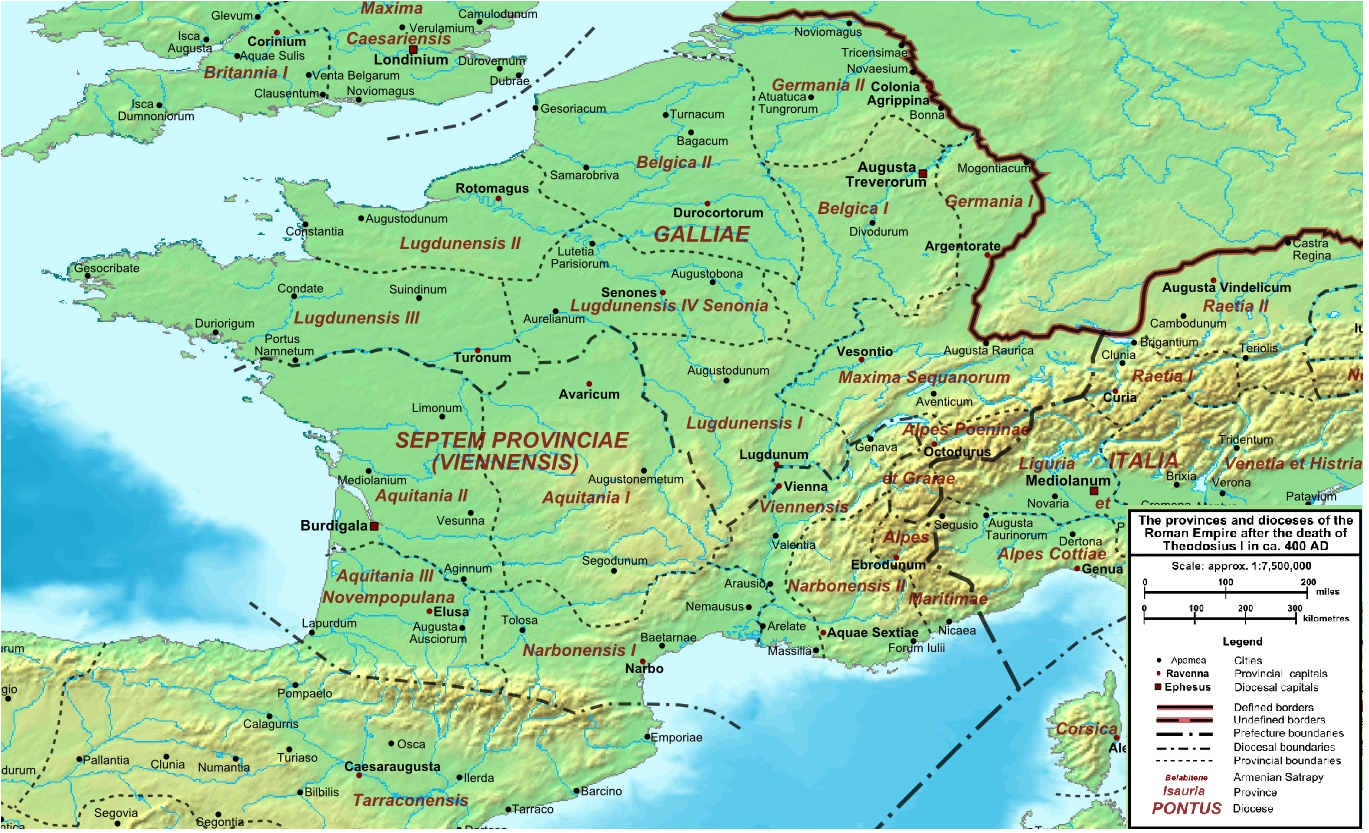
Die spätantiken Provinzen in Gallien (400 n. Chr.)
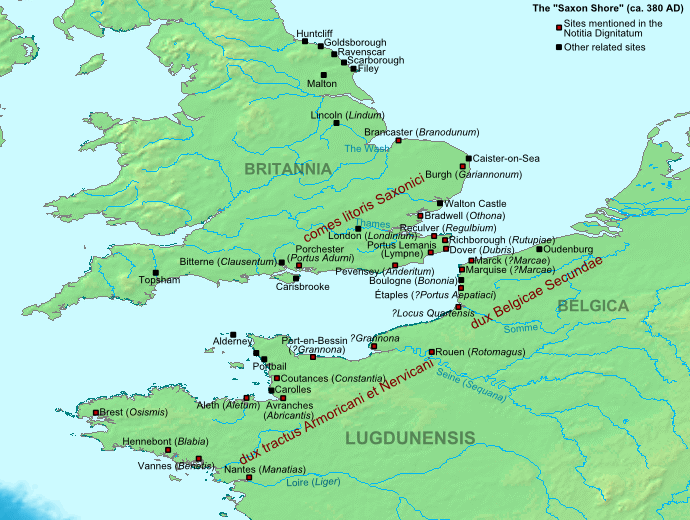
Die Sachsenküste (Litus Saxonicum) um das Jahr 380

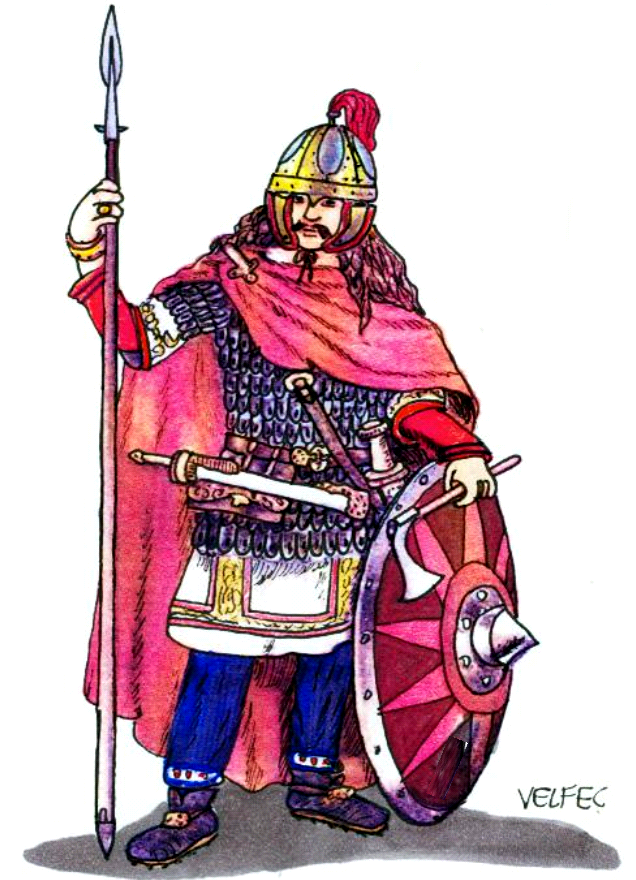
Der Frankenkönig Childerich in der Ausrüstung eines spätrömischen Offiziers des 5. Jahrhunderts
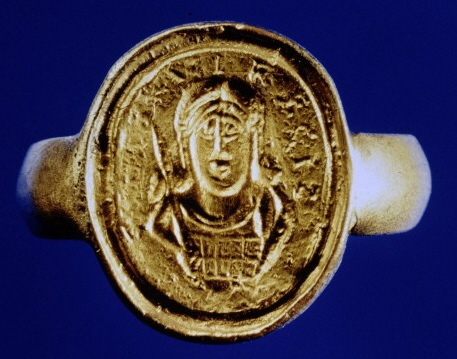
Siegelring mit dem Bildnis Childerichs und Aufschrift CHILDIRICI REGIS

Der Dux Belgicae secundae (wörtlich: „Heerführer der Provinz Belgica II“) war ein hoher Offizier in der spätrömischen Armee des Westens, Oberkommandierender der Limitanei und eines Flottengeschwaders an der sogenannten Sachsenküste im nordwestlichen Gallien.
Ein namentlich bekannter Dux war der fränkische König Childerich I. (spätes 5. Jahrhundert).

## Definition, Funktion und Kommandobereich
Das Amt wurde wahrscheinlich um 395 n. Chr. eingerichtet. Am kaiserlichen Hof zählte der Dux zur höchsten Rangklasse der viri spectabiles.
In der Notitia Dignitatum werden für den gallischen Teil des Litus Saxonicum zwei hohe Kommandostellen und ihre Einheiten für die Sicherung der Küsten
- Flanderns (Belgica II),
- der Normandie (Provinz Lugdunensis II) und
- der Bretagne (Provinz Lugdunensis III)

aufgezählt, der o. a. Befehlshaber und der benachbarte Dux tractus Armoricani et Nervicani. Sie werden ansonsten in keinen anderen antiken Quellen erwähnt.

## Entwicklung
Im Zuge der Reichsreform unter Kaiser Diokletian wurden in Britannien und Gallien neue Militärämter eingeführt. An beiden Seiten des Ärmelkanals entstand damals der Limes der sogenannten Sachsenküste. An stark exponierten Abschnitten und Flussmündungen wurden Kastelle teilweise neu errichtet oder schon vorhandene umgebaut. Deren Besatzungen hatten die Aufgabe, Plünderer und Invasoren abzuwehren oder ihnen den Zugang zum Landesinneren so weit wie möglich zu erschweren. Die Hauptverantwortung für die Sicherung beider Küsten lag in der Mitte des 4. Jahrhunderts bei einem Comes Maritimi Tractus. 367 kam es zu einem Einfall mehrerer Barbarenvölker in Britannien, in dessen Verlauf die dortigen Einheiten der Provinzstreitkräfte zersprengt oder fast zur Gänze aufgerieben wurden. Auch ihre Oberbefehlshaber fanden dabei den Tod, darunter der „Graf der Küstenregionen“, Nectaridus. Sein Zuständigkeitsbereich muss danach – spätestens um 395 – in drei Militärbezirke geteilt worden sein. Man wollte damit auch verhindern, dass ein Heerführer zu viele Soldaten unter sein Kommando bekam und ihm damit ein Aufstand (wie z. B. die Usurpation des britischen Flottenbefehlshabers Carausius) ermöglicht werden konnte. Für den gallischen Teil der Sachsenküste wurden zwei neue Dukate geschaffen, die bis ins frühe 5. Jahrhundert existierten.
In der Endphase der römischen Herrschaft über Gallien fungierte der Heerführer der Salfranken, Childerich, als ziviler Verwalter und Befehlshaber einer nach römischer Art organisierten Streitmacht (exercitus) auf dem Territorium um die Stadt Tournai im Norden der Provinz. Die Stadt diente ihm als Residenz und Verwaltungsmittelpunkt. Seine Macht stützte sich u. a. auch auf hier ansässige Waffenschmieden. In seinem 1653 entdeckten Hügelgrab fand man u. a. oströmische Goldmünzen, einen goldurchwirkten Offiziersmantel (paludamentum) und eine goldene Zwiebelknopffibel. Erstere wurden in der Forschung als Sold für geleistete Kriegsdienste, letztere als Rangabzeichen der spätrömischen Armee gedeutet. Es ist jedoch unklar, ob Childerich noch als römischer General oder schon weitgehend unabhängig als König (rex gloriosissimus) agierte; sehr wahrscheinlich waren beide Ämter damals schon miteinander verschmolzen. Childerich fühlte sich aber wohl noch der spätrömischen Militäraristokratie Galliens verpflichtet. Letztendlich entscheidend waren ohnehin nicht die formalen Befugnisse, sondern die realen Machtverhältnisse, gestützt auf militärische Ressourcen. Diese Bündelung ziviler und militärischer Ämter in seinen Händen lässt jedenfalls auf eine herausragende Stellung Childerichs unter den germanischen Heerführern schließen. Wahrscheinlich war er direkt von der Administration Odoakers in Italien und auch dem oströmischen Kaiserhof in seinem Amt bestätigt worden. Es wird vermutet, dass er als dux vor den anderen Foederatenbefehlshaber rangierte. Als rex oder princeps wäre er auch berechtigt gewesen, kirchliche und weltliche Ämter und die damit verbundenen Titel wie patricius, comes und dux an verdiente Germanen oder Römer in seinem Herrschaftsbereich (regnum) zu vergeben.

## Verwaltungsstab
Das Officium (Verwaltungsstab) des Dux umfasste folgende Ämter:
- Principem xe eodem corpore (Kanzleivorsteher aus den Reihen der Armee)
- Numerarium (zwei Buchführer)
- Commentariensem (Rechtsbeistand)
- Adiutorem (Assistent)
- Subadiuuam (Hilfskraft)
- Regrendarium (Verwalter)
- Exceptores (Juristen)
- Singulares et reliquos officiales (Leibwächter und sonstige Beamte)

## Truppen
Der Dux dürfte ursprünglich noch mehr Truppen unter seinem Kommando gehabt haben. Arnold Hugh Martin Jones identifizierte die Herkunft einiger Einheiten aus der gallischen Feldarmee. Sie stammten alle aus der Belgica II. Ihre Namen sind dieselben wie die der bekannten römischen Städte in dieser Provinz: Im Gegensatz zu Vexillationen anderer Duces werden diese Einheiten nicht mehr zusätzlich als unter dem Kommando des Dux Belgicae II stehend angegeben. Es scheint, dass diese Provinz nach der Zerschlagung der Grenzeinheiten am Rhein (Rheinübergang von 406 n. Chr.) als einer der ersten viele ihrer Einheiten an die Feldarmee abgeben musste. In der Notitia ist kein Dux Belgicae primae angeführt, obwohl sarmatische Siedler in dieser Provinz nachweisbar sind. Vermutlich wurden die dortigen römischen Einheiten schon sehr viel früher von dort abgezogen oder dem Kommando des Dux der Belgica II unterstellt. Als Foederaten (lat. Singular foederatus, Plural foederati): wurden alle Gruppen von Nichtrömern bezeichnet, mit denen ein Vertrag (foedus) geschlossen worden war. In der Forschung wird diese Bezeichnung zumeist in Bezug auf die Spätantike (4. bis 6. Jahrhundert n. Chr.) für „barbarische“ Kontingente verwendet, die unter ihren eigenen Anführern kämpften und als Gegenleistung von Rom Versorgungsgüter und oft auch Siedlungsland zugewiesen bekamen.

## Distributio Numerorum
Die Rangstufe der für die laeti verantwortlichen Offiziere war dem der Kommandeure für Waffenfabriken und Marineeinheiten, erwähnt in einem Reskript aus dem Jahr 369 n. Chr., ähnlich.
Ein Praepositus fabricae beispielsweise war ein Offizier im Rang eines Tribuns, der auch sein Fabrikspersonal wie eine militärische Einheit führte. In der Liste dieses Dux, hatten die meisten Laetenkommandeure ihr Hauptquartier in oder nahe einer der Kantonsmetropolen Galliens.
Laut der ND Occ. standen dem Dux folgende Einheiten zur Verfügung:

### Kavallerie
| Offiziere/Einheiten/Kastelle | Bemerkung | Abbildung |
| ---------------------------- | --- | --------- |
| Equites Dalmatae in Marcis   | In der ND wurde kein kommandierender Offizier für diese ursprünglich in Dalmatien rekrutierten Reitertruppe angegeben. Das Kastell war Bestandteil der Festungskette des Limes der Sachsenküste (litus saxonicum). |           |

### Infanterie
| Offiziere/Einheiten/Kastelle                 | Bemerkung | Abbildung |
| -------------------------------------------- | --- | --------- |
|                                              | Limitanei |           |
| Tribunus militum Nerviorum, Portus Epatiacus | Eine Einheit des indigenen Stammes der Nervier die im Kastell von Oudenburg stationiert war. |           |
|                                              | Legiones Comitatenses |           |
| Geminiacenses, Geminiacum                    | In der ND wurde kein kommandierender Offizier für die Truppe angegeben. Ihr Name bezieht sich auf ihren Stationierungsort Geminiacum, das heutige Liberchies in Belgien. Die Geminiacenses wurden später in die gallische Feldarmee des Magister Equitum versetzt. |           |
| Cotoriacenses, Cotoriacum                    | In der ND wurde kein kommandierender Offizier für die Truppe angegeben. Ihr Name leitet sich von ihrem Stationierungsort Cortoriacum, das heutige Kortrijk/Courtrai in Belgien ab. Sie scheint auch in der Liste der gallischen Feldarmee des Magister Equitum auf. |           |
| Prima Flavia, Metis (pseudocomitatenses)     | In der ND wurde kein kommandierender Offizier für die Truppe angegeben. A.H.M. Jones identifiziert Metis mit Divodurum Mediomatricum, die heutige Stadt Metz im Nordosten Frankreichs, in der Vita des Arnulf von Metz aus dem 10. Jahrhundert wird sie als Metis civitatis bezeichnet. Sie scheint auch in der Liste der gallischen Feldarmee des Magister Equitum auf. „Die erste Flavische...“ kam im 4. Jahrhundert sehr häufig als Einheitsname vor. Andere Einheiten mit ähnlichen Bezeichnung sind z. B. die - Prima Flavia Pacis, eine legio comitatenses unter dem Kommando des Comes Africae. Die - Prima Flavia Theodosiana, eine weitere legio comitatenses unter dem Kommando des Magister Militum per Orientum. Die - Prima Flavia gemina, eine legio comitatenses unter dem Magister Militum per Thracias. Die - Prima Flavia Augustae, eine Flotteneinheit unter dem Dux Pannoniae secundae. Die - Prima Flavia Raetorum eine Reitertruppe unter dem Dux Raetiae. Die - Prima Flavia Sapaudica, eine Kohorte die zwar in Gallien stationiert, aber nicht Teil der gallischen Feldarmee unter dem Magister Equitum war und die - Prima Flavia, eine Kohorte unter dem Befehl des Dux Palaestinae. |           |

### Flotte
| Offiziere/Einheiten/Kastelle | Bemerkung | Abbildung |
| ---------------------------- | --- | --------- |
|                              | Classes |           |
| Praefectus classis Sambricae | Eine Flottille von Patrouillenschiffen (naves iusoriae), die wahrscheinlich seit dem 4. Jahrhundert an der Somme stationiert war. Ihre Stützpunkte lagen in Locus Quartensis oder Vicus ad Quantiam/Quentovicus (Etaples-sur-Mer, Frankreich, nördlich der Sommemündung, Funde von Ziegelstempel (CL(assis) Sam...) und Locus Hornensis (Cap Hornez, Frankreich)). |           |

### Föderaten
| Offiziere/Einheiten/Kastelle                                                                      | Bemerkung | Abbildung |
| ------------------------------------------------------------------------------------------------- | --- | --------- |
|                                                                                                   | Gentes - Laeti |           |
| Praefectus Sarmatarum gentilium, inter (zwischen) Renos et Tambianos provinciae Belgicae secundae | Aufgebote sarmatischer Siedler. Gens (lateinisch, wörtlich „[das] Geschlecht“; Plural: gentes): galt ursprünglich als Bezeichnung für eine Sippe oder Gruppe von Familien, später bezeichnete man so im weiteren Sinne auch einen Volksstamm oder ein Volk mit gemeinsamer Abstammung. Wie aus einem Dokument von 370 oder 373 n. Chr. hervorgeht, hatten sie scheinbar nur wenige Kontakte mit römischen Provinzialen. |           |
| Praefectus laetorum Nerviorum, Fanomantis                                                         | Ein Aufgebot von Laeten die um die heutige Stadt Famars (F) angesiedelt wurden. Als Laeti (Plural laetus): wurden seit dem Ende des 3. Jahrhunderts germanische Stämme bezeichnete, die nach ihrer – z. T. auch freiwilligen – Unterwerfung unter die römische Macht in Nordgallien vom Kaiser des Westens, Constantius Chlorus (293–306), vorwiegend auf Reichsland angesiedelt wurden, sich im Rechtsstatus der Hörigkeit befanden und deshalb ebenfalls Kriegsdienst für Rom zu leisten hatten. Die Laeten waren nicht immer rein „germanischen“ Ursprungs. Der Begriff wurde auch für Einheiten unterschiedlicher Zusammensetzung verwendet. Sie rekrutierten sich aus germanischen Einwanderern, aus gallo-römischen Provinzialen und höchstwahrscheinlich auch Bewohnern der Grenzprovinzen an Rhein und Donau, die wohl aus ihrer ursprünglichen Heimat vertrieben worden waren. Sie waren keine reinen Wehrbauern, sondern reguläre Soldaten der Provinzarmee und damit den damals üblichen militärischen Regularien unterworfen. Aus einem Schreiben aus dem Jahr 400 n. Chr. (das sich mit dem Problem der Wehrdienstverweigerung befasst) geht zudem hervor, dass auch Laeti dem erblichen Militärdienst unterlagen. Ihr Rechtsstatus scheint aber nicht dem der gentes im späteren Weströmischen Reich entsprochen zu haben – möglicherweise standen sie rangmäßig über ihnen. |           |
| Praefectus laetorum Batavorum Nemetacensium, Atrabatis                                            | Ein Aufgebot Laeten, die um die heutige Stadt Arras (F) angesiedelt wurden. |           |
| Praefectus laetorum Batavorum Contraginnensium, Noviomago                                         | Ein Aufgebot Laeten, die um die heutige Stadt Noyon (F) angesiedelt wurden. |           |
| Praefectus laetorum gentilium in Remo et Silvanectas                                              | Aufgebote von Laeten, die um die heutigen Städte Reims und Senlis (F) angesiedelt wurden. |           |